# Claudio Beretta
Claudio Beretta (Milano, 16 dicembre 1920 – Milano, 31 luglio 2008) è stato uno scrittore, storico e linguista italiano.

## Biografia
Claudio Beretta, studioso del lombardo occidentale (e nello specifico della varietà del milanese), è stato presidente del Circolo Filologico Milanese, del Centro Camuno di Studi Preistorici e dell'Accademia del dialetto milanese; insignito dell'Ambrogino d'oro (1983) dal Sindaco Tognoli e del Premio Carlo Porta (1989) dal Prof. Alfieri.

## Opere

### Linguistica
- Letteratura dialettale milanese. Itinerario antologico-critico dalle origini ai nostri giorni, Hoepli, 2003.
- Dizionario Milanese (con Cesare Comoletti), Vallardi, 2001.
- Grammatica del milanese contemporaneo, Libreria milanese, 1998.
- Parlate e dialetti della Lombardia, Mondadori, 2003.

### Storia
- Carlo Maria Maggi e la Milano di fine '600, Di Baio Editore, 1999.

### Toponomastica
- I graffiti camuni come elementi linguistici, 1991.
- Polivalenza semantica del graffito, 1993.
- Toponomastica in Valcamonica e Lombardia. Etimologie e relazioni con il mondo antico. Centro Camuno, 1997.
- I nomi dei fiumi, dei monti, dei siti. Strutture linguistiche preistoriche. Hoepli, 2003.
- Il masso di Penn, la Rocca di Corno e altri nomi preistorici, 2005.